# كاشف (منظومة رادار)
منظومة كاشف الرادارية: هي سلسلة من رادارات الإنذار المبكر الإيرانية عالية الحركة، التي تعمل على النطاق (S) لكشف الأهداف الجوية كصواريخ كروز والطائرات التي تعمل بدون طيار، والتي صنعتها جمهورية إيران بالإعتماد على خبراتها المحلية. وهذه المنظومة الرادارية التي دخلت الخدمة الفعلية في القوات المسلحة الإيرانية منذ عدة سنوات، تأتي بنسختين لكلٍ منهما خصائصه ومميزاته الخاصة به، وهما رادار كاشف-1 ورادار كاشف-2. وقد تم عرضهما عام 2012م في العاصمة الإيرانية طهران بمناسبة الحرب العراقية-الإيرانية. ويبلغ مدى رادار كاشف 1 حوالي (150) كيلومتر، وبقوة (800) كيلوواط، وتتبع ما يصل إلى 100 هدف في وقتٍ واحد. يُذكَر ان معظم الرادارات المصنعة في جمهورية إيران تشمل أنواع رادارات كشف ورصد الأهداف الجوية،  لكن هناك رادارات أخرى صُنِعَت في داخل البلاد لمراقبة الحدود المائية والبرية وكشف وتعقب الأهداف البرية مثل العربات وحتى الأشخاص.

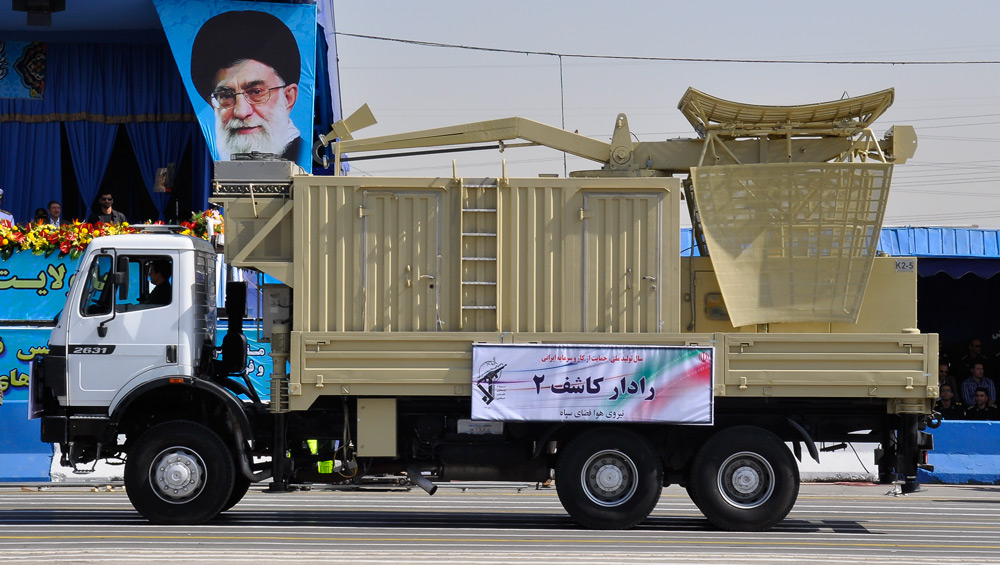
رادار كاشف 2 الإيراني الصنع، أحد نماذج منظومة كاشف الرادارية

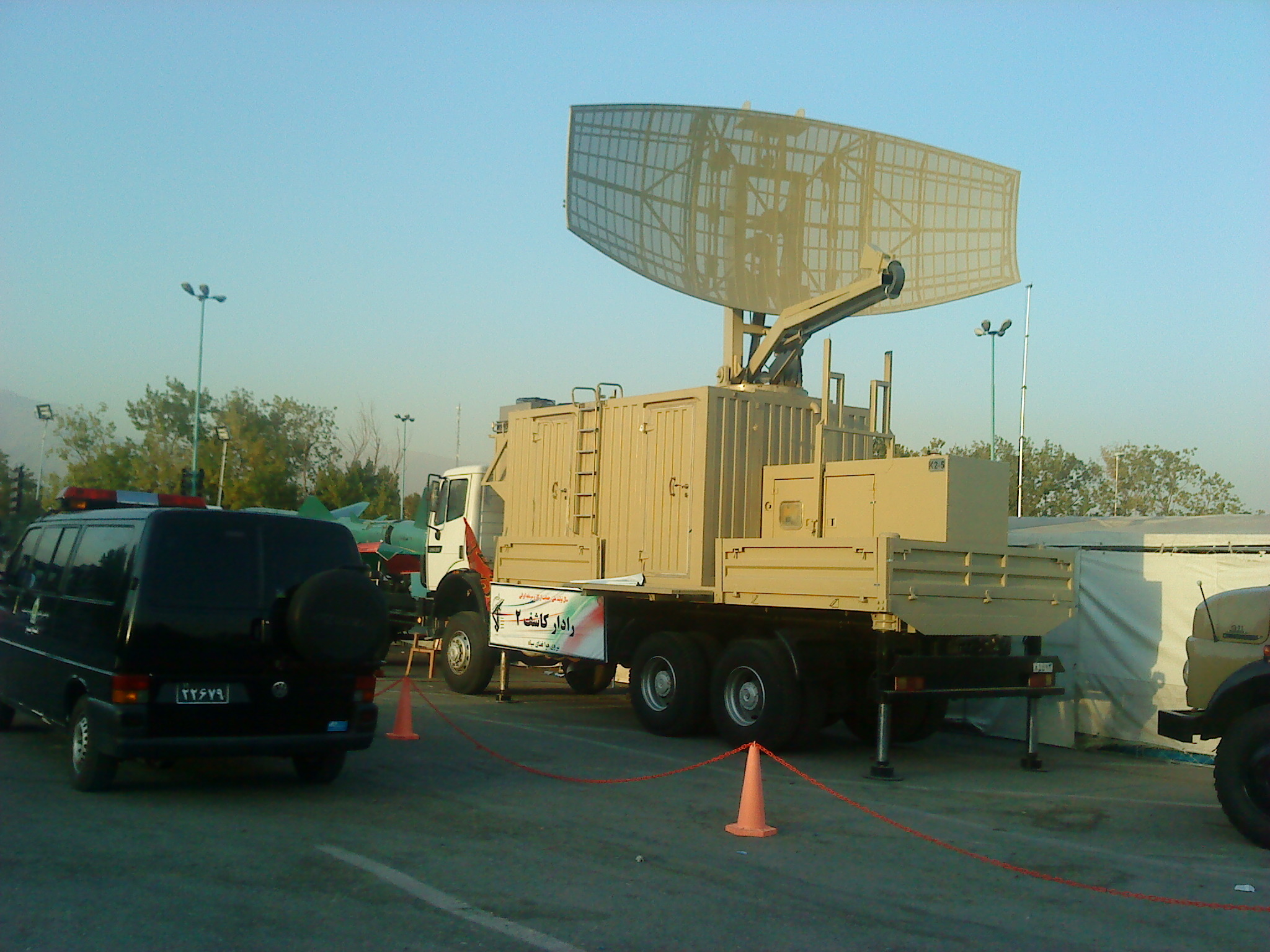
نظام رادار كاشف 2 في أحد المعارض في العاصمة الإيرانية طهران عام 2012م

## خصائص المنظومة
تتمكن هذه المنظومة الرادارية الإيرانية من العمل على نطاق (S-باند). ولها القدرة على كشف الأهداف الجوية المنخفضة المستوى مثل الطائرات بدون طيار وصواريخ كروز، وتعمل هذه المنظومة على النطاق S، وتضع المعلومات التي تجمعها في خدمة أنظمة القيادة والتحكم.

## فروع المنظومة
تتفرع المنظومة الرادارية التي أُطلِقَ عليها (كاشف) إلى نموذجين مختلفين في بعض الخصائص والمميزات، وهذه الأفرع هي:
كاشف-1:
هو النموذج الأولي لمنظومة كاشف الرادارية المتطورة، والذي يعمل في نطاق (S) ويبلغ مداه حوالي 150 كيلومتر، ويتمكن هذا النموذج الراداري من كشف صواريخ كروز والطائرات بدون طيار. ويتمتع رادار كاشف-1 بقدرة 800 كيلوواط ويصل إلى مدى قدرته على الكشف ل150 كيلومتر وقادر على قياس المسافة والزاوية والإحداثيات (X) و (Y) في بُعدَين. كما ويستخدم رادار كاشف-1، إثنين من أجهزة الإستقبال المنفصلة التي تعطيه القدرة الجيدة على كشف الأهداف الجوية المنخفضة. حيث يمكن تتبع ما يصل إلى 100 هدف في وقتٍ واحد. ومن مزاياه الرئيسية هي حركته العالية لأنه يمكن تركيبه على المقطورات. بالإضافة إلى أن له قابلیة الدوران 360 درجة، كما وانه يدور 3 أو 6 أو 12 مرة فی الدقیقة الواحدة.
کاشف-2:
هو أحد رادارات الجيل الجديد في القوات المسلحة الإيرانية. ويمثل النموذج الثاني من منظومة كاشف الرادارية الأكثر تطوراً. يختلف الرادار كاشف 2 في شكله الخارجي عن رادار كاشف 1. فالتغيير المهم الحاصل في هذا الرادار هو في تصميم وصنع مستقبلاته بمعزل عن مرسلاته ما يمنح المنظومة قدرة عالية على كشف الأهداف الخفية ومواجهة الحرب الإلكترونية. ويتميز رادار كاشف 2 بقدرته على كشف الأهداف الجوية في نطاق 200 كيلومتر.

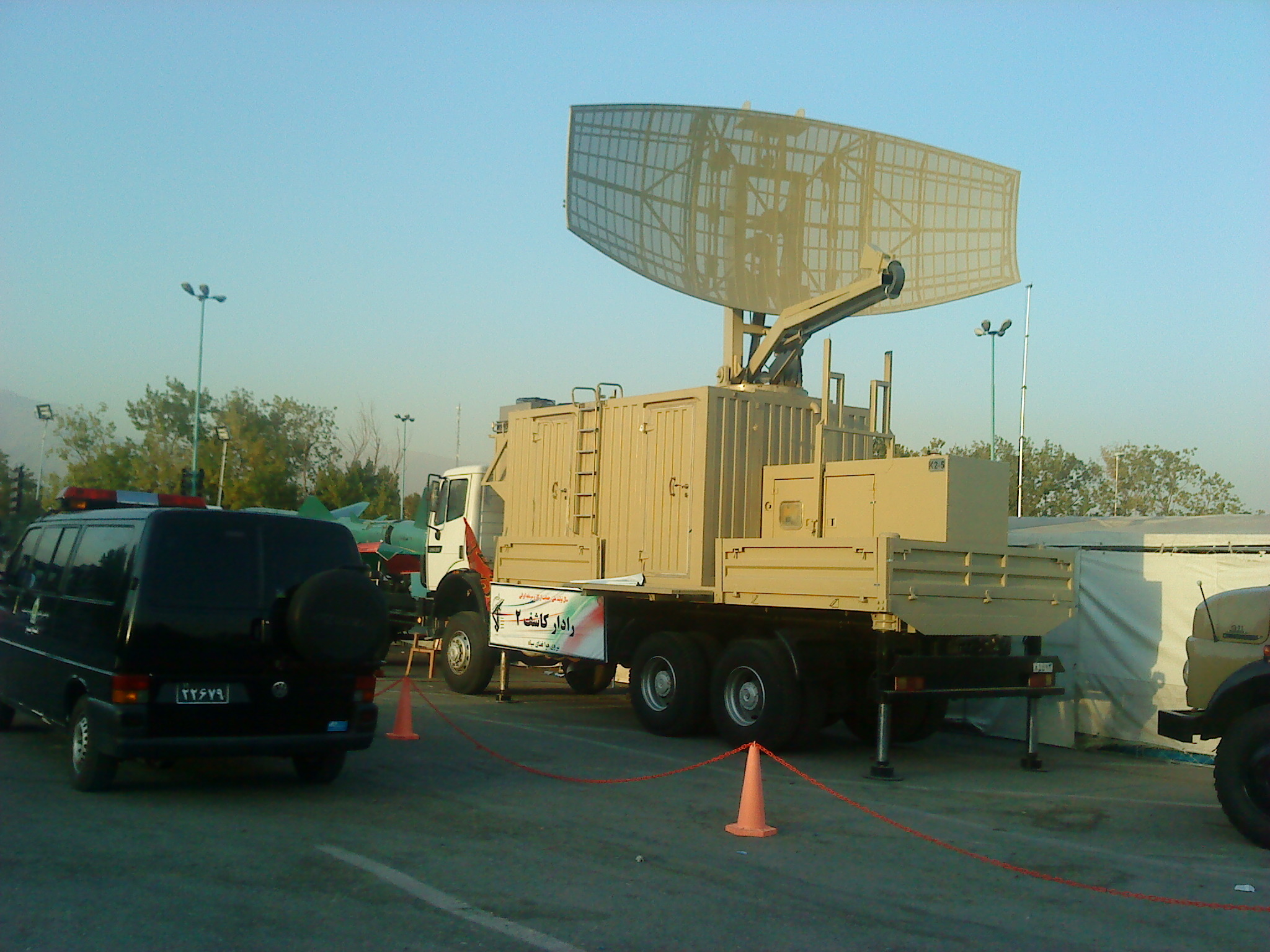
نظام رادار كاشف 2 في أحد المعارض في العاصمة الإيرانية طهران عام 2012م

## عرض المنظومة
2009:
تم في عام 2009م عرض منظومة رادار كاشف الإيرانية ضمن مناورات (المدافعون عن سماء الولاية)، حيث شاركت في هذه المناورات رادارات تكتيكيتة من أنواع كاستا ونبو ومطلع الفجر وكاشف، والتي إستطاعت التعرف على الأهداف وتحديدها لتقوم بعدها المضادات الجوية التابعة للحرس الثوري الإيراني والجيش بتدمير تلك الأهداف، كما وتمكنت القاذفات التابعة للقوة الجوية الإيرانية من إختراق منطقة الهدف المحدد وعملت على إيجاد تشويش على الأجهزة الإلكترونية للعدو المفترض والتعرف على النقاط الحساسة فيها. وأفادت وكالة أنباء فارس أن المرحلة الثالثة من تلك المناورات شملت اختبار صواريخ متوسطة المدى من نوع (تور- م-1) و (سام-6) ومنظومة إطلاق (سكاي كارد) ومدافع من عيار 23 ملم على أهداف افتراضية حيث تمت التجربة بنجاح.
2012:
أُقيمَ في العاصمة الإيرانية طهران، عام 2012م، إستعراض عسكري بمناسبة ذكرى الحرب العراقة ـ الإيرانية في ثمانينات القرن الماضي، شمل عرض صواريخ بعيدة ومتوسطة المدى وأنظمة للدفاع الجوي محلية الصنع. وذكرت وكالة الأنباء الإيرانية الرسمية (ارنا) أنه تم خلال هذه المراسم التي حضرها الرئيس الإيراني محمود أحمدي نجاد عرض العشرات من الصواريخ المحلية الصنع من طراز شهاب 2 وزلزال 3 وقيام وقدر وسجيل، إضافةً إلى صواريخ فاتح 110 وقواعد إطلاق الصواريخ من نوع ذو الفقار. وأوضحت أن مدى صواريخ قدر 110 بلغ 2000 كيلومتر، بينما تعمل صواريخ سجيل بالوقود الصلب، كما تم خلال هذه المراسم عرض أنظمة للدفاع الجوي من نوع (تور ام 1 وصياد 2 وسام 6 وعلم) ورادارات (كاشف 1 وكاشف 2).

## معرض الصور

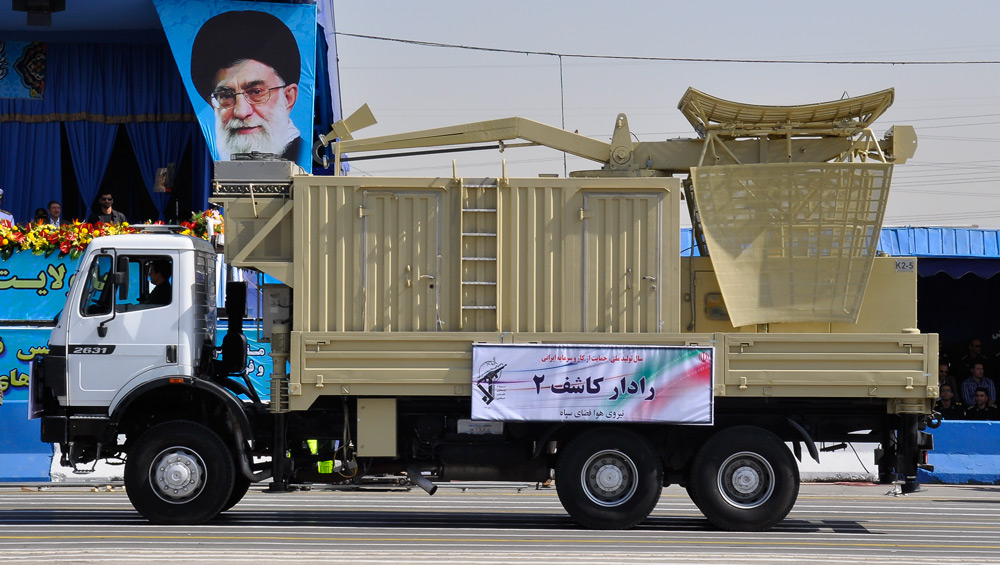
رادار كاشف 2 الإيراني الصنع، أحد نماذج منظومة كاشف الرادارية

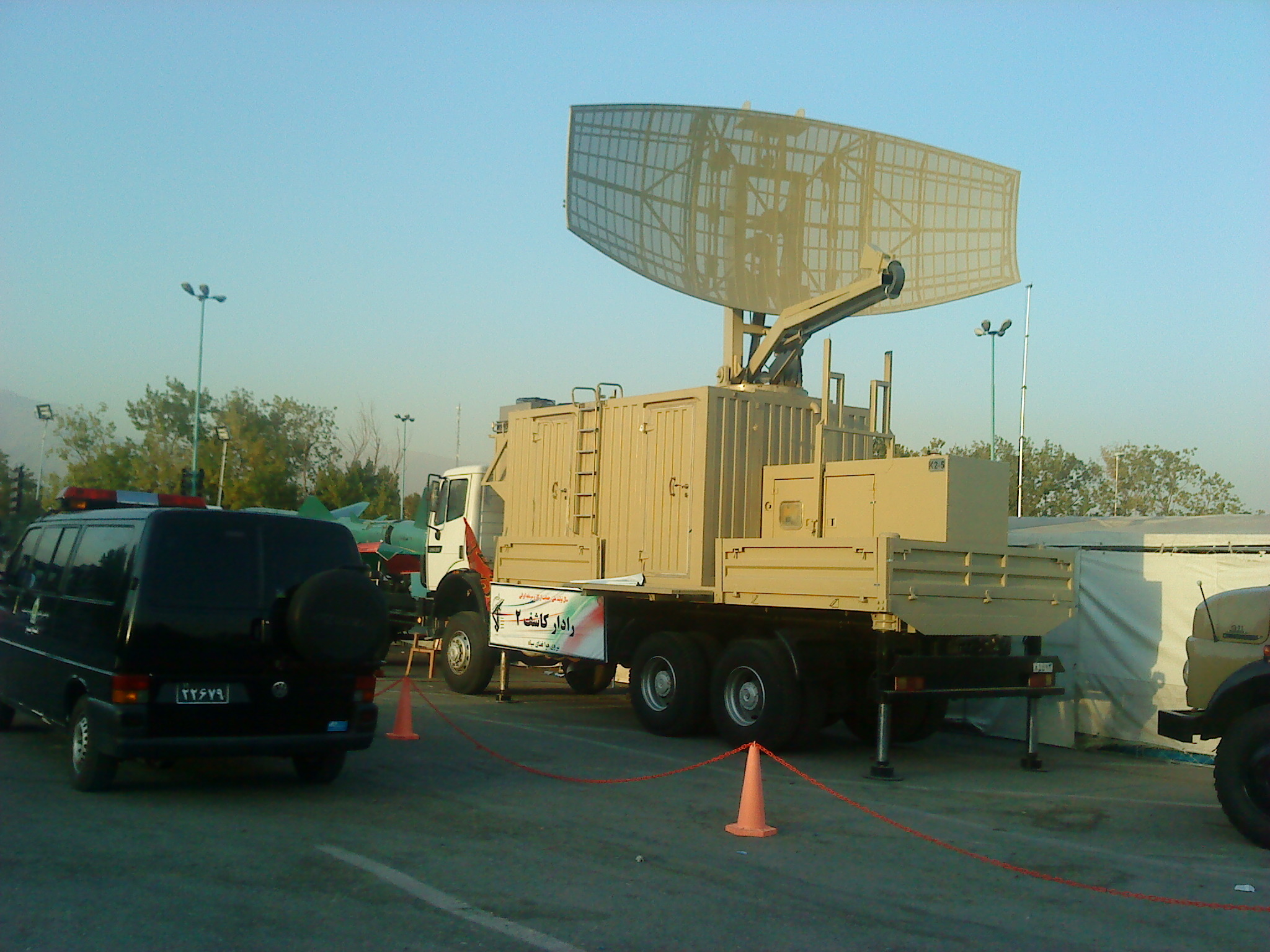
نظام رادار كاشف 2 في أحد المعارض في العاصمة الإيرانية طهران عام 2012م

## وصلات خارجية
- أساسيات الرادار
- أرشيف من تاريخ الرادار
- كتب إلكترونية تعليمية عن الموجات الراديوية
- تاريخ الرادار
- تعريف تقنية الرادار نسخة محفوظة 21 يونيو 2008 على موقع واي باك مشين.
- كتاب مبادئ الرادار، كتاب منهجي باللعة العربية، تأليف د. مؤتمن ميرغني